# Tadeusz Jarzyński
Tadeusz Jarzyński (ur. 12 października 1899 w Radomiu, zm. 8 czerwca 1920 w Ławrze Pieczarskiej) – oficer Wojska Polskiego w II Rzeczypospolitej, kawaler Orderu Virtuti Militari, pośmiertnie awansowany na stopień porucznika.

## Życiorys
Urodził się w rodzinie Prospera i Wandy z Ettingerów. Absolwent gimnazjum imienia Stanisława Staszica w Lublinie i student Politechniki Lwowskiej. W 1915 wstąpił do Polskiej Organizacji Wojskowej. W 1918 walczył w obronie Lwowa. Bronił szkoły im. Henryka Sienkiewicza i poczty. W styczniu 1919 wstąpił do odrodzonego Wojska Polskiego i skierowany do 6 pułku piechoty Legionów. Walczył z Ukraińcami pod Gródkiem Jagielońskim. Potem z pułkiem bił się na frontach wojny polsko-bolszewickiej. W stopniu podporucznika pełnił funkcję adiutanta I batalionu. Walczył o Postawy oraz w obronie Kijowa, gdzie pod ogniem nieprzyjaciela przekazywał oddziałom rozkaz natychmiastowego wycofania się z pola walki. Ciężko ranny, zmarł w szpitalu w Ławrze Pieczerskiej. Za czyn ten odznaczony został pośmiertnie Krzyżem Srebrnym Orderu Virtuti Militari i awansowany na stopień porucznika.

## Ordery i odznaczenia
- Krzyż Srebrny Orderu Virtuti Militari (nr 7977)[1]